# Lena Valaitis
Lena Valaitis (Klaipėda, 7 settembre 1943) è una cantante tedesca, nata nell'attuale Lituania.

## Biografia
Ha rappresentato la Germania all'Eurovision Song Contest 1981 con la canzone Johnny Blue classificandosi al secondo posto.

## Discografia parziale
Album
- 1972 Die Welt der Stars und Hits
- 1974 Wer gibt mir den Himmel zurück
- 1975 Star für Millionen
- 1975 Da kommt Lena
- 1976 Meinen Freunden
- 1976 Komm wieder, wenn du frei bist
- 1977 ...denn so ist Lena
- 1978 Ich bin verliebt
- 1978 Stardiscothek
- 1979 Nimm es so, wie es kommt
- 1981 Johnny Blue - Meine schönsten Lieder
- 1982 Lena
- 1989 Weihnachten mit Lena Valaitis
- 2010 Liebe ist
- 2012 Ich will alles